# SIMON
SIMON ist eine dual lizenzierte Java API, die einen alternativen Ansatz zur Durchführung eines Remote Procedure Call (RPC) verfolgt und deshalb als Alternative zu Remote Method Invocation (RMI) bezeichnet wird. Im Vergleich zur RMI-Implementierung ist SIMON deutlich einfacher in der Verwendung und kommt besser mit netzwerkübergreifenden Verbindungen zurechtkommt wie zum Beispiel mit Firewalls.
SIMON ist ein Akronym für Simple Invocation of Methods Over Network.

## Beschreibung
SIMON verfolgt prinzipiell die gleichen Ziele und Ansätze wie RMI: Die Kommunikation erfolgt im objektorientierten RPC-Stil über eine TCP/IP-Verbindung. Nach wenigen einleitenden API-Aufrufen ist die Verbindung hergestellt und die weitere Entwicklung kann völlig unabhängig von der verwendeten Netzwerktechnologie verlaufen.
Bei der Entwicklung von SIMON wurde jedoch besonderes Augenmerk auf folgende Funktionen gelegt:
- Skalierbarkeit
Statt wie RMI auf Java IO (blocking IO) zu setzen, verwendet SIMON das Apache-MINA-Framework, das primär auf Java NIO (non blocking IO) setzt. Der Vorteil liegt darin, dass man nicht mehr einen Thread pro verbundenem Client benötigt, sondern mit einer fixen Anzahl Threads arbeiten kann, was bei sehr vielen Clients Ressourcen spart.
- Bidirektionale Methodenaufrufe über Netzwerke hinweg
Hat ein Client eine Verbindung zu einem SIMON Server aufgebaut, so kann der Server denselben, bereits offenen Kommunikationskanal nutzen, um Methoden auf Clientseite aufzurufen.

## Funktionen
Die aktuelle Version bietet unter anderem folgende Funktionen:
- Bidirektionales RPC
Client kann Methoden auf dem Server aufrufen und Server kann Methoden auf dem Client aufrufen (Callback)
- Proxy support
Ein Client kann sich über einen Proxy-Server mit dem Server verbinden
- SSL Unterstützung
Verschlüsselung der gesamten Kommunikation mittels SSL
- Austauschbares Protokoll
Entwickler können ihr eigenes Protokoll schreiben
- Connection loss detection
Erkennt Verbindungsabbrüche in kürzester Zeit (Prüfintervall konfigurierbar)
- Statistiken
Zugriff auf Verbindungsstatistiken via API
- RawDataChannel
Transfer von Rohdaten vom Client zum Server und umgekehrt ohne zusätzlichen Reflection- oder Serialisierungsoverhead.
- PublishService
Findet SIMON Server im lokalen Netzwerk automatisch

## Unterschiede zu RMI
SIMON orientiert sich zwar am Vorbild RMI, jedoch gibt es deutliche Unterschiede:
- SIMON verwendet ein eigenes, angepasstes Protokoll, sowie ein RMI-inkompatibles API. RMI Anwendungen lassen sich jedoch recht einfach zu SIMON portieren. Es muss lediglich das Remote-Interface sowie der Verbindungsaufbau angepasst werden.
- SIMON verwendet über das Apache MINA Framework Java NIO statt wie RMI Java IO.
- Bei RMI hat man nur indirekt Kontrolle über die Anzahl der Netzwerkverbindungen für die RPC Kommunikation zwischen Client und Server. Bei SIMON gibt es exakt eine Netzwerkverbindung, welche vom Client aus in Richtung Server aufgebaut wird, und für Kommunikation in beide Richtungen verwendet werden kann.
- SIMON verwendet ein konfigurierbares Thread-Modell für die Abwicklung der Kommunikation und Methodenaufrufe. Entweder man überlässt der JVM die Entscheidung über die Anzahl der Threads, oder man legt eine fixe Anzahl Threads fest. Bei RMI hat man keinen direkten Einfluss.
- RMI benötigt eine weitere Socket-Verbindung für Callbacks vom Server zurück zum Client. Befindet sich der Client hinter einem Router, wie er beispielsweise bei DSL-Anschlüssen die Regel ist, schlägt dieser Verbindungsaufbau ohne zuvor eingerichtete, manuelle Portweiterleitung im Router fehl. SIMON verwendet für Callbacks die bereits existierende Netzwerkverbindung die der Client aufgebaut hat. Es ist keine konfiguration des Netzwerks bzw. des Routers notwendig.
- SIMON beherrscht die Verwendung von Proxys, was die Kommunikation beispielsweise aus Firmennetzwerken, wo Proxys üblich sind, erleichtert. RMI hingegen beherrscht nur das HTTP-Tunneling über den Umweg eines CGI-Scripts. Damit geht jedoch ein Großteil der Performance verloren.

## Einsatzbereiche
SIMON lässt sich dank seiner Architektur und Vorteilen gegenüber dem klassischen RMI vielseitig einsetzen. So findet SIMON unter anderem Verwendung in der Ausbildung, Forschung und Spieleentwicklung, im Grid-Computing sowie bei diversen Wirtschaftsunternehmen wo es für die klassische Trennung von Front-End und Back-End eingesetzt wird.

## Geschichte
Im Dezember 2007 begann Alexander Christian, angetrieben durch die Nachteile, die RMI bei der Verbindung über das Internet mit all seinen Hürden wie Router, Gateways, Firewalls etc. hat, eine alternative RMI Lösung zu implementieren.
Bedingt durch den etwas erweiterten Funktionsumfang gegenüber RMI und Auslegung der Netzwerkkommunikation, war es nicht möglich das Protokoll und die Programmierschnittstelle kompatibel zum RMI zu halten.
Die erste Version 0.1 alpha wurde am 18. Januar 2008 in einer deutschsprachigen Java-Entwickler-Community veröffentlicht.
Mitte 2008 begann die Umstellung von blocking-IO zu non-blocking-IO mit Hilfe der Java-Programmierschnittstellen für NIO, was am 15. Oktober 2008 zu Version 0.2 führte.
Da die Implementierung der Netzwerkschicht in SIMON jedoch noch nicht optimal war, begann kurz darauf die Umstellung der Netzwerkschicht auf Apache MINA, was eine nochmal bessere Performance versprach.
Bereits im Oktober 2008 gab es eine erste „MINA powered“ Version 0.3 alpha von SIMON. Bis zur stabilen Version 1.0.0 sollte es jedoch noch bis 1. Februar 2010 dauern. In der Zwischenzeit wurde das Build-System von Apache Ant auf Apache Maven umgestellt, was auch die Änderung des Versionsschema von einer zweistelligen, auf eine dreistellige Version umfasste.
Am 19. April 2012 teilte die IANA den TCP-Port 4753 dem Dienst simon zu, sowie den UDP-Port derselben Nummer dem Dienst simon-disc (SIMON Discovery).